# Edward Bogusz
Edward Franciszek Bogusz (ur. 29 listopada 1893 w Lubaszu, zm. 13 lipca 1986 w Londynie) – polski polityk, legionista, poseł na Sejm IV kadencji w II RP, członek władz Rady Obwodowej Obozu Zjednoczenia Narodowego w Dąbrowie w 1937 roku. 

## Życiorys
Syn Franciszka i Jadwigi z Boguszów. Ukończył gimnazjum w Krakowie, a później studia rolnicze w Wirtembergii. Od 1911 do 1912 piastował stanowisko prezesa organizacji niepodległościowej skupiającej młodzież gimnazjalną w Krakowie. W 1914 wstąpił do Legionów Polskich. Po kryzysie przysięgowym został internowany. W 1920 ożenił się ze Stefanią Bogusz.
Był uczestnikiem wojny polsko-bolszewickiej (był porucznikiem 2 pułku szwoleżerów) oraz brał udział w I powstaniu śląskim. Po zakończeniu służby wojskowej, zajmował się własnym majątkiem ziemskim w Lubaszu. Tam rozpoczął działalność polityczną - sprawował funkcję członka wydziału i rady powiatowej w Dąbrowie Tarnowskiej, a później także prezesem powiatowego oddziału Bezpartyjnego Bloku Współpracy z Rządem. Był również prezesem Rady Nadzorczej Spółdzielni „Łan” oraz członkiem zarządu Okręgowego Towarzystwa Rolniczego. W 1935 został posłem na Sejm z okręgu nr 84 (Tarnów, Dąbrowa Tarnowska, Mielec) z listy BBWR.
Po przegranej wojnie obronnej 1939 dostał się do Rumunii. Później trafił na Węgry i do Włoch, a następnie do Francji. Tam trafił do sztabu generała Władysława Sikorskiego. Później został zatrudniony w emigracyjnym ministerstwie rolnictwa. Po zakończeniu II wojny światowej należał do Polskiego Korpusu Przysposobienia i Rozmieszczenia.

## Ordery i odznaczenia
- Złoty Krzyż Zasługi (15 kwietnia 1929)[3]